# مانويل فيليبرتو دي سافويا
أمير مانويل فيليبرتو، دوق أوستا (13 يناير 1869 - 4 يوليو 1931) كان أمير أستورياس (لقب يعطي لـ وريث عرش إسبانيا) عندما كان والده أماديو، ملك إسبانيا، هو ابن عم فيكتور عمانويل الثالث، ملك إيطاليا، وأيضا كان فيليبرتو قائد جيش إيطاليا الثالث المهزوم خلال الحرب العالمية الأولى، مما أكسبه لقب (الدوق المهزوم)، بعد الحرب أصبح مارشال إيطاليا.

## السيرة الذاتية
ولد في جنوة فهو الابن البكر لـ أمير أماديو من سافويا، دوق أوستا وزوجته الأولى الدونا ماريا فيتوريا ديل بوزو، وبعد وقت قصير من ولادته تم انتخاب والده في عام 1870 كـ ملك إسبانيا وبهذا أصبح مانويل فيليبرتو أمير أستورياس ومع ذلك تولى الخلافة لوقت قصير تنازل والده عن الملكية بسبب تأزم الأمور هُناك، وعادت العائلة إلى إيطاليا في عام 1873 بعد ثلاث سنوات من الصعود إلى العرش، وفي عام 1890 أصبح دوق أوستا.
بدأ حياته المهنية في الجيش الإيطالي في نابولي في عام 1905، وخلال الحرب العالمية الأولى كان قائداً للجيش الإيطالي الثالث الذي حصل على لقب "الجيش المهزوم"، وبعد الحرب تمت ترقيته إلى رتبة مارشال من قبل بينيتو موسوليني في عام 1926.
توفي الأمير مانويل فيليبرتو في عام 1931 في تورينو، وفقاً لإرادته تم دفنه في المقبرة العسكرية في رديبویلیا جنباً إلى جنب مع الآلاف من جنود الجيش الثالث.

## الأسرة
تزوج من هيلين من أورليان هي ابنة فيليب، كونت باريس وماري إيزابيل من أورليان وأنجبت له:-
- أماديو، دوق أوستا الثالث (21 أكتوبر 1898 - 3 مارس 1942)؛ تزوج من آن من أورليان؛ ولهم ذرية.
- أيمون، دوق أوستا الرابع (9 مارس 1900 - 29 يناير 1948) أيضا:ملك كرواتيا كـ "توميسلاف الثاني"؛ تزوج من إيرين أميرة اليونان والدنمارك؛ ولهم ذرية.